# Сент-Пол (Індіана)
Сент-Пол (англ. St. Paul) — місто (англ. town) в США, в округах Декатур і Шелбі штату Індіана. Населення — 960 осіб (2020).

## Географія
Сент-Пол розташований за координатами 39°25′40″ пн. ш. 85°37′44″ зх. д. / 39.42778° пн. ш. 85.62889° зх. д. (39.427869, -85.628905).  За даними Бюро перепису населення США в 2010 році місто мало площу 0,81 км², уся площа — суходіл.

## Демографія
Згідно з переписом 2010 року, у місті мешкала 1031 особа в 384 домогосподарствах у складі 278 родин. Густота населення становила 1275 осіб/км².  Було 443 помешкання (548/км²).
Расовий склад населення:
| - 98,3 % — білих - 0,3 % — чорних або афроамериканців - 0,1 % — вихідців з тихоокеанських островів - 0,1 % — корінних американців |

До двох чи більше рас належало 1,0 %. Частка іспаномовних становила 1,5 % від усіх жителів.
За віковим діапазоном населення розподілялося таким чином: 27,0 % — особи молодші 18 років, 61,4 % — особи у віці 18—64 років, 11,6 % — особи у віці 65 років та старші. Медіана віку мешканця становила 35,7 року. На 100 осіб жіночої статі у місті припадало 97,1 чоловіків;  на 100 жінок у віці від 18 років та старших — 92,6 чоловіків також старших 18 років.
Середній дохід на одне домашнє господарство  становив 46 909 доларів США (медіана — 40 294), а середній дохід на одну сім'ю — 52 472 долари (медіана — 46 406). Медіана доходів становила 37 885 доларів для чоловіків та 30 662 долари для жінок. За межею бідності перебувало 19,2 % осіб, у тому числі 20,6 % дітей у віці до 18 років та 6,1 % осіб у віці 65 років та старших.
Цивільне працевлаштоване населення становило 506 осіб. Основні галузі зайнятості: виробництво — 38,5 %, роздрібна торгівля — 16,8 %, освіта, охорона здоров'я та соціальна допомога — 12,1 %.